# 九峰街道 (普安县)
九峰街道是中华人民共和国贵州省黔西南布依族苗族自治州普安县下辖的一个街道办事处。

## 行政区划
九峰街道下辖以下村级行政区划单位：
板桥社区、龙溪社区、甬安社区、九峰村、云庄村、保冲村。